# Сулица
Вижте пояснителната страница за други значения на : Сулица (оръжие) - вид копие.
Су̀лица е село в Южна България. То се намира в община Стара Загора, област Стара Загора.

## География
Село Сулица се намира в планински район. Отстои на 13 км от Стара Загора и 1 км от Старозагорски минерални бани. Сулица (с ударение на първата сричка) означава късо бойно копие. Това са метални копия, които се подреждат в специален калъф и се носят отляво за по-лесен достъп по време на бой.
Селото е разположено в Сърнена гора на варовит терен. Климатът е умерен – със снежна зима и прохладно лято. През землището на селото преминава река Банска (ляв приток на р. Сюютлийка) и няколко малки притока. Почвите са канелени. В малкото запазени асоциации от естествената горска растителност, с доминиране на дъб и келяв габър, могат да се намерят горски плодове (дрян, дива круша, дива ябълка, и др.) и диви цветя (теменужка, минзухар, циклама). Поляните изобилстват от диви ягоди през пролетта и дъхави билки през лятото. След дъжд се появяват множество видове гъби (печурките, челядинките, сърнела). През 1960-те и 1970-те години на мястото на изсечените естествени гори е направено изкуствено залесяване с иглолистни дървета – главно черен бор.
В землището на селото има богати ресруси на термални минерални води. Край тях през трети век се изгражда римска баня и се поставя началото на балнеолечението в този край – известни като Суличенски бани. През 1960-те години около банята започва изграждането на курортното селище, което и до днес носи името Старозагорски минерални бани.

## История
Археологически находки, намерени в землището на селото, са датирани на повече от 6500 – 7000 години. В съседство, само на 4 – 5 км от землището на Сулица е открита най-старата медна мина в Европа, където преди 7000 – 8000 години се е добивала медна руда за производство на метал.
В района на с. Сулица има много мегалитни тракийски светилища във вид на кромлехи и менхири. Най-значимото археологическо откритие в землището на селото е мраморен идол от 5000 – 4500 г. преди Христа.
В местността „Богородична стъпка“ (известна още като „Стъпката на Крали Марко“) са се изработвали саркофази като тези намерени в гробниците на тракийските вождове в Розовата долина. Един повреден и неизползван по предназначение капак на саркофаг може да се види на това място. Добре известно място за религиозно преклонение от древността, сега в местността има изграден параклис.

## Религии
Населението е християнско. В селото е изградена християнска църква.

## Обществени институции
Културно средище на селото е читалище „Пробуда“. Жените от клуб „Бялата роза“ поддържат и развиват фолклорните традиции на селото под ръководството на председателката на читалището г-жа Иванка Георгиева Тодорова и секретарката г-жа Иванка Дечева Иванова. Групата е носителка на редица награди от фестивали и надпявания.
Читалището съхранява значителна библиотека.
Организира се детска занималня през ваканциите с много мероприятия, игри, забавления, походи из околността.

## Културни и природни забележителности
- Картинна галерия с. Сулица
- Изглед от изток
- Изглед от запад
- Изглед от север
- Нова къща в стар стил

## Редовни събития
Жените от фолклорна група „Бялата роза“ са инициаторки за традиционното отбелязване на всички празници: Коледуване, Сурва, Цветница, Лазаруване, Бабин ден, Трифонов ден, Еньов ден и др. Облечени с традиционната национална носия на селото, те съхраняват автентичните за този край песни и обреди.

## Други
- През 2006 г. селото стана първото село в България, в което бяха изградени три екологични санитарни системи за управление на отпадъчните води и човешките отпадъци. Пилотният проект е осъществен с финансовото съдействие на Програма МАТРА на холандското правителство.
- В селото традиционно се добива вар.